# Nanpeng Liedao
Nanpeng Liedao (kinesiska: 南澎列岛) är öar i Kina. De ligger i provinsen Guangdong, i den södra delen av landet, omkring 410 kilometer öster om provinshuvudstaden Guangzhou.